# Zopirió
|  | Per a altres significats, vegeu «Zopirió (general)». |

Zopirió (en llatí Zopyrion, en grec antic Ζωπυρίων) va ser un gramàtic grec.
Va ser l'autor de la primera part de l'obra anomenada Λειμὼν λέξεων ποικίλων ('leimon lexeon poikilon' jardí de paraules variades) només de la part que anava des de la lletra A fins a la lletra E. L'obra la va completar en la part que restava Pàmfil de Nicòpolis.